# Agios Georgios Frangoudi
Agios Georgios Frangoudi (griechisch Άγιος Γεώργιος Φραγκούδη) ist eine Pfarrei und ein Stadtteil der Stadt und Gemeinde Agios Athanasios im Bezirk Limassol auf Zypern.
Die heilige Kirche Agios Georgios des Bezirks ist dem Heiligen Georg geweiht. Die Kirche ist der Nachfolger einer Kapelle, die in der Kirche von Agia Napa im Zentrum von Limassol war. 1990 wurde die Kapelle zerstört. Es wurde beschlossen, es weiter nach Osten in die Gemeinde Agios Athanasios zu verlegen, wo die bestehende Kirche gebaut wurde. Der Name Frangoudi stammt von George S. Frangoudis, dem Gründer der Pantion-Universität Athen.

## Lage und Umgebung

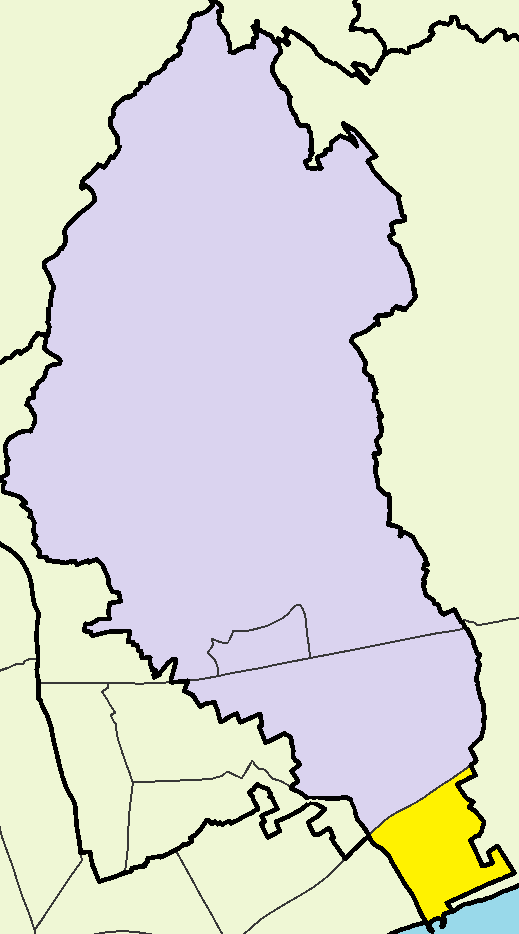
Lage in Agios Athanasios

Agios Georgios Frangoudi ist der einzige Stadtteil von Agios Athanasios der einen Küstenabschnitt besitzt und ist der südlichste Teil der Gemeinde. Im Norden grenzt er an den Stadtteil Agios Stylianos, im Osten an die Stadt Germasogia mit dem Stadtteil Potamos und im Westen an Limassol mit dem Stadtteil Neapoli.

## Bevölkerung
Bei der letzten Bevölkerungszählung im Jahr 2011 wurden 1154 Einwohner in Agios Georgios Frangoudi gezählt und in Agios Athanasios insgesamt 14.347. 2001 hatte der Stadtteil 742 Einwohner.